# Trevor Booker (cầu thủ bóng đá)
Trevor Christopher Booker (sinh ngày 26 tháng 2 năm 1969) là một cầu thủ bóng đá người Anh thi đấu ở Football League, ở vị trí tiền đạo. Ông sinh ra ở Lambeth.